# Olympische Jugend-Sommerspiele 2010/Tischtennis
| Tischtennis bei den I. Olympischen Jugend-Sommerspielen | Tischtennis bei den I. Olympischen Jugend-Sommerspielen |
| Olympische Ringe · Tischtennis                          | Olympische Ringe · Tischtennis                          |
| Informationen                                           | Informationen                                           |
| ------------------------------------------------------- | ------------------------------------------------------- |
| Teilnehmer:                                             | 64 Athleten                                             |
| Datum:                                                  | 21. August–26. August                                   |
| Austragungsort:                                         | Singapore Indoor Stadium                                |
| Wettkampfort:                                           | Singapur                                                |
| Entscheidungen:                                         | 3                                                       |
|                                                         | Nanjing 2014 →                                          |
| Olympische Ringe                                        | Tischtennis                                             |

| Olympische Jugend-Sommerspiele 2010 (Medaillenspiegel Tischtennis) | Olympische Jugend-Sommerspiele 2010 (Medaillenspiegel Tischtennis) | Olympische Jugend-Sommerspiele 2010 (Medaillenspiegel Tischtennis) | Olympische Jugend-Sommerspiele 2010 (Medaillenspiegel Tischtennis) | Olympische Jugend-Sommerspiele 2010 (Medaillenspiegel Tischtennis) | Olympische Jugend-Sommerspiele 2010 (Medaillenspiegel Tischtennis) |
| Platz                                                              | Mannschaft                                                         | Goldmedaillen                                                      | Silbermedaillen                                                    | Bronzemedaillen                                                    | Gesamt                                                             |
| ------------------------------------------------------------------ | ------------------------------------------------------------------ | ------------------------------------------------------------------ | ------------------------------------------------------------------ | ------------------------------------------------------------------ | ------------------------------------------------------------------ |
| 01                                                                 | Japan                                                              | 2                                                                  | —                                                                  | —                                                                  | 2                                                                  |
| 02                                                                 | Volksrepublik China                                                | 1                                                                  | —                                                                  | —                                                                  | 1                                                                  |
| 03                                                                 | Südkorea                                                           | —                                                                  | 1                                                                  | 1                                                                  | 2                                                                  |
| 04                                                                 | Chinesisch Taipeh                                                  | —                                                                  | 1                                                                  | —                                                                  | 1                                                                  |
| 0                                                                  | Singapur                                                           | —                                                                  | 1                                                                  | —                                                                  | 1                                                                  |
| 06                                                                 | Frankreich                                                         | —                                                                  | —                                                                  | 1                                                                  | 1                                                                  |
| 0                                                                  | Gemischte Mannschaft                                               | —                                                                  | —                                                                  | 1                                                                  | 1                                                                  |

Bei den Olympischen Jugend-Sommerspielen 2010 in Singapur wurden vom 21. bis 26. August 2010 drei Wettbewerbe im Tischtennis ausgetragen. Die Wettkämpfe fanden im Singapore Indoor Stadium statt.

## Jungen (Einzel)
Die Finalwettkämpfe wurden am 23. August ausgetragen.
| Platz | Land              | Athlet          |
| ----- | ----------------- | --------------- |
| 1     | Japan             | Kōki Niwa       |
| 2     | Chinesisch Taipeh | Hung Tzu-hsiang |
| 3     | Frankreich        | Simon Gauzy     |

## Mädchen (Einzel)
Die Finalwettkämpfe wurden am 23. August ausgetragen.
| Platz | Land                | Athlet            |
| ----- | ------------------- | ----------------- |
| 1     | Volksrepublik China | Gu Yuting         |
| 2     | Singapur            | Isabelle Li Siyun |
| 3     | Südkorea            | Yang Ha-eun       |

## Gemischtes Team
Die Finalwettkämpfe wurden am 23. August ausgetragen.
| Platz | Land                         | Athleten                  |
| ----- | ---------------------------- | ------------------------- |
| 1     | Japan                        | Ayuka Tanioka Kōki Niwa   |
| 2     | Südkorea                     | Yang Ha-eun Kim Dong-hyun |
| 3     | Volksrepublik China Tunesien | Gu Yuting Adem Hmam       |